# Неосюрреалізм
Неосюрреалі́зм або Нео-сюрреалізм — художній напрям, який зображує складну сукупність снів, підсвідомих, примарних та божевільних видінь, комбінації ірраціональних форм та просторів.
Цей термін було дано руху відродження широко відомого сюрреалізму наприкінці 1970-х років. Спочатку рух було зосереджено на зв'язку сюрреалізму з поп-артом, але пізніше сучасні митці почали досліджувати й інші напрямки (фантастичний, примарний, ілюзорний) у зв'язку із цим жанром. Неосюрреалізм часто називають «модерновим сюрреалізмом», через помітну схожість між цима двома жанрами. Проте, головними відмінностями між ними є те, що «неосюрреалізм» не поділяє початкові ідеї сюрреалізма щодо свободи від раціонального мислення та психічного атомізму, які були задекларовані Андре Бретоном в його «Manifeste du surréalisme» (Маніфесті сюрреаліста).

## Художнє мистецтво
Неосюрреалізм є об'єднаною сукупністю снів, фантазій, підсвідомих видінь у живописі, графіці, фотографії. У середині 1980-х років, комп'ютерні технології надали сучасним майстрам майже безмежні можливості для вираження. Поява комп'ютерної верстки та програмного забезпечення для роботи з графікою надало поколінню художників можливості 3D графіки та комп'ютерної маніпуляції зображеннями, які до того були недосяжними. Нині існують тисячі художників, електронних і традиційних художніх медій, що працюють з неосюрреалістичним або наближеним до нього мистецтвом.
Одним із найвідоміших неосюрреалістів, що використовують 3D графіку, є англієць Рей Цезар.

## Інтернет
Неосюрреалізм є концептуальним філософським художнім рухом, який є відродженням сюрреалістичної думки у зв'язку з новою культурою інтернету. Інтернет іноді розглядається як підключення до (або навіть як виробник) глобального підсвідомого розуму, який стимулює спонтанні накладання та зв'язки слів і фраз, тим самим створюючи новий ментальний блок, який неосюрреалісти долають за допомогою автоматизму самого інтернету.
Рух мав місце в університетах Флориди на філософських, філологічних та мистецьких відділеннях. Він досі є на початковій стадії росту і чимдалі більше людей бере участь в дискусіях щодо майбутнього руху. Він також використовує культурне відродження, коли сучасні митці використовують в своїй роботі стилі попередників.

## Фотогалерея

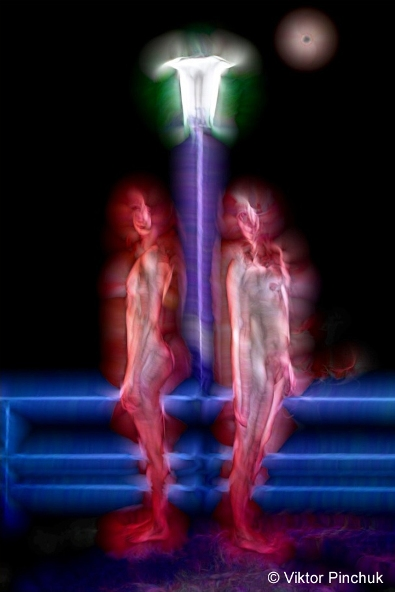
Lunar twins, Віктор Пінчук